# Daniel Lang (Filmemacher)
Daniel Lang (* 21. Mai 1977 in Garmisch-Partenkirchen) ist ein deutsch-britischer Filmemacher.

## Biografie
Daniel Lang ist der Sohn des bayrischen Künstlers Nikolaus Lang und der englischen Lehrerin Celia Lang. Er wuchs auf in Bayersoien, zwischen 1986 und 1989 in Adelaide, Australien. 1997 machte er das Abitur am Staffelsee-Gymnasium in Murnau. 1998–2001 studierte er Film and Drama an der University of Reading, England, seit 2001 Regie an der Hochschule für Film und Fernsehen Potsdam-Babelsberg. Sein Kurzfilm „female/male“ (2004) wurde mit dem Deutschen Kurzfilmpreis in Gold 2005 ausgezeichnet. Sein Kurzfilm „Dog“ hatte auf der Berlinale 2006 Premiere.
2017 war Lang Stipendiat der Villa Kamogawa, Kyoto.

## Filmografie
- 2000: Stigma (6 min, Dokumentar, miniDV)
- 2002: Zeitbeschreibung (HFF, 2 min, Dokumentar, 16 mm)
- 2002: Adler – Festivaltrailer Filmfestival Cottbus (HFF, 40 sek, 35 mm)
- 2003: I bin a Traditionsmensch – Sepp Maier (HFF, 11 min, Dokumentar, 16 mm)
- 2004: Gram (HFF/ZDFtheaterkanal, 17 min, Fiktion, S16 mm)
- 2004: female/male (HFF, 3 min, Fiktion, S16 mm)
- 2006: Dog (ARTE/HFF, 9 min, Fiktion, DVcam)
- 2006: Deutschland deine Lieder (RBB/HFF, 30 min, Drama, 35 mm/s16 mm)